# Salifou Wakasso
Salifou Wakasso (* 21. Januar 1960 in Niamey) ist ein nigrischer General. Er war von 2018 bis 2021 Oberkommandant der Nationalgendarmerie Nigers.

## Leben
Salifou Wakasso besuchte die Schule École Canada in Niamey, die er 1974 abschloss. Er erwarb ein Baccalauréat an der Lehrerbildungsanstalt Ecole Normale Askia Mohamed in Zinder. Von 1981 bis 1983 studierte er an der Universität Niamey, die er mit einer Licence in Pädagogik verließ.
Wakasso wurde 1983 Mitglied der den Streitkräften Nigers zugeordneten Nationalgendarmerie. Als Offizieranwärter absolvierte er von 1986 bis 1988 einen Kurs an der Militärschule der Streitkräfte der Elfenbeinküste in Bouaké. Von 1989 bis 1990 machte er eine Ausbildung für Gendarmerie-Offiziere in Marokko. Weitere militärische Fortbildungen führten ihn 1997 nach Dijon, 2001 nach Moramanga und 2009 nach Tunis. Im Rang eines Oberst stehend, wurde Wakasso 2014 zum stellvertretenden Oberkommandanten der Nationalgendarmerie ernannt. Im Jahr 2016 absolvierte eine Fortbildung am Institut des hautes études de défense nationale in Paris und im darauffolgenden Jahr erfolgte seine Erhebung zum Oberstmajor.
Salifou Wakasso übernahm am 12. Januar 2018 als Oberkommandant die Leitung der Nationalgendarmerie. In dieser Funktion folgte er Mounkaïla Issa nach. Als Prioritäten seiner Amtszeit nannte Wakasso in erster Linie die Bewältigung neuer Bedrohungen wie grenzüberschreitende Kriminalität, Cyberkriminalität, Menschenhandel und illegale Migration. Am 13. Januar 2020 wurde er zum Brigadegeneral erhoben. Ein Militärkonvoi der von Frankreich geführten Opération Barkhane stieß Ende November 2021 in der Stadt Téra mit gewalttätigen Demonstranten zusammen. Dabei starben drei Demonstranten durch Schüsse, die nach Aussage der nigrischen Regierung entweder durch französische oder nigrische Sicherheitskräfte abgegeben wurden. Staatspräsident Mohamed Bazoum wies die Verantwortung für den Vorfall gleichermaßen den Sicherheitskräften beider Staaten zu. Er entließ in weiterer Folge nicht nur seinen Innenminister Alkaché Alhada, sondern auch Salifou Wakasso als Leiter der Nationalgendarmerie. Wakassos Nachfolger in diesem Amt wurde am 2. Dezember 2021 Chékou Koré Lawel.